# Bulbophyllum dissolutum
Bulbophyllum dissolutum är en orkidéart som beskrevs av Oakes Ames. Bulbophyllum dissolutum ingår i släktet Bulbophyllum och familjen orkidéer. Inga underarter finns listade i Catalogue of Life.